# Ahmed Halim Ibrahim
Ahmed Halim Ibrahim (àrab: أحمد حليم)  (Egipte, 10 de febrer de 1910 - valor desconegut) fou un futbolista egipci de la dècada de 1930.
Fou internacional amb la selecció d'Egipte, amb la qual participà en la Copa del Món de futbol de 1934.
Pel que fa a clubs, destacà a Zamalek SC.